# Бунятіно
Буня́тіно (рос. Бунятино) — присілок у складі Дмитровського міського округу Московської області, Росія.

## Населення
Населення — 793 особи (2010; 611 у 2002).
Національний склад (станом на 2002 рік):
- росіяни — 84 %